# Nils Johan Semb
Nils Johan Semb (1959. február 24. –) norvég labdarúgó, szövetségi kapitány.
Edzői pályafutása legismertebb időszaka, amikor Norvégia szövetségi kapitánya volt 1998 és 2003 között. Ezt megelőzően az 1998-as U21-es Európa-bajnokságon bronzéremig vezette a norvég U21-es csapatot, majd a 2000-es Európa-bajnokságra kivezette a felnőtt válogatottat.

## Sikerei, díjai
Norvégia U21
- U21-es Európa-bajnoki bronzérmes (1): 1998